# Bestandsaufnahme
Eine Bestandsaufnahme ist ein in Alltag, Politik, Wirtschaft, Technik und Wissenschaft sehr häufig angewendetes Verfahren. Sie ist eine dokumentierte Untersuchung eines Bestandes von einzelnen Gegenständen in Hinsicht auf ein oder mehrere bestimmte Merkmale, die Vollständigkeit zum Ziel hat. Die zu bestimmenden Merkmale und das Verfahren können durch Gesetzgebung, durch Institutionen, durch Personengruppen oder durch einzelne Personen vorgegeben werden. Die Durchführung kann durch Institutionen, Personengruppen oder einzelne Personen erfolgen. Die Anwendung des Verfahrens auf einen einzelnen Gegenstand wird als Erfassung oder Prüfung bezeichnet.
Umfangreiche Bestandsaufnahmen erfordern Regeln für die Ablaufsteuerung, d. h. für die einzelnen Arbeitsschritte und die Reihenfolge der Erfassung. Deren Schritte bedürfen einer Dokumentation. Formen der Dokumentation sind vor allem Liste, Tabelle, Formular, Datenbank, Karte oder Plan. Die Darstellung der einzelnen Merkmale kann dabei numerisch, durch eine Beschreibung mit frei verfasstem Text oder unter Benutzung eines kontrollierten Vokabulars erfolgen, soweit nicht eine grafische Darstellung vorgesehen ist.
Die Erfassung erfolgt über einen gewissen Zeitraum einmalig, in periodischer oder unregelmäßiger Wiederholung oder kontinuierlich. Bei einmaliger oder wiederholter Erfassung wird sie zu einem bestimmten Stichtag beendet. Bei kontinuierlicher Erfassung, wie sie vor allem in Datenbanken erfolgt, kann die Feststellung des Ergebnisses zu jedem beliebigen Zeitpunkt vorgenommen werden.
Das Ergebnis der Bestandsaufnahme ist die Feststellung des Bestandes und wird oft als Bestandsverzeichnis bezeichnet.

## Bezeichnung
Bestandsaufnahmen erhalten allgemein und in bestimmten Rechtsgebieten und Wissenschaften besondere Bezeichnungen, z. B.
- Befragung in der Demoskopie
- Datenerfassung in der Informationstechnologie
- Erhebung in der Statistik
- Inventarisation in Kunstwissenschaft und Denkmalrecht
- Inventur in Handelsrecht und Forstwesen
- Katalogisierung in der Bibliothekswissenschaft
- Klassifizierung
- Registrierung
- Verzeichnung in der Archivwissenschaft

## Gegenstände
Von einer Bestandsaufnahme kann alles erfasst werden, was sich durch Merkmale beschreiben lässt, d. h. alles, was mit den allgemeinen Ausdrücken wie Entität, Gegenstand, Objekt, Sache oder Ding bezeichnet wird.

## Präsentation
Als Formen der Präsentation des Ergebnisses der Bestandsaufnahme können entweder alle oder nur eine bestimmte Anzahl von Merkmalen der erfassten Entitäten dargeboten werden. Dabei kommen vor allem in Betracht:
- Angabe einer Anzahl
- Text
- Verzeichnis, Inventar, Register, Repertorium
- Tabelle
- Bericht
- Karte, Plan
- Geoinformationssystem

Diese Formen werden entweder ausschließlich oder ergänzend zueinander verwendet. Sie  werden in geordneter oder sortierter Form angegeben. Mögliche Methoden der Ordnung sind:
- Alphabetische Sortierung
- Chronologische Sortierung
- hierarchisch Ordnung
- Numerische Sortierung
- Topografische Ordnung
- Systematische Gliederung.

## Ziele
Eine Bestandsaufnahme kann vor allem die Grundlage für eines oder mehrere der folgenden Ziele sein:
- wissenschaftliche Untersuchungen
- politische Entscheidungen
- wirtschaftliche Entscheidungen
- Meinungsbildung
- Schutz der erfassten Entitäten
- Wertermittlung, u. a. für Steuerzwecke
- Bedarfsermittlung
- Rechtssicherheit
- Vermeidung von Kommunikationsproblemen

## Beispiele
Auf Grund von Gesetzgebung:
- Denkmalrecht: Inventarisation
- Erbrecht: Nachlassverzeichnis
- Handelsrecht: Inventur
- Medizin: Internationale statistische Klassifikation der Krankheiten und verwandter Gesundheitsprobleme
- Statistik: Amtliche Statistik
- Umweltschutz: Bestandsaufnahme der Gewässer nach Art. 5 und 6 der Wasserrahmenrichtlinie der EU[1]

Nach wissenschaftlichen Vorgaben:
- Archäologie: Befund
- Archivwissenschaft: Archivische Verzeichnung
- Bibliothekswissenschaft: Katalogisierung
- Biogeographie: Verbreitungsgebiet
- Demoskopie: Befragung
- Dokumentation
- Geschichtswissenschaft: Quellensammlung
- Kunstwissenschaft und Denkmalrecht: Inventarisation
- Medizin: Nosologie
- Philologie: Lexikografie
- Statistik: Erhebung
- Wissenschaft: Forschungsstand

Für wirtschaftliche Zwecke:
- Handel: Inventur
- Betriebswirtschaft: Lagerhaltung
- Forstwesen: Bestand und Waldinventur.

Für politische Zwecke:
- Bestandsaufnahme zur Digitalisierung von Kulturgut und Handlungsfelder des Fraunhofer-Instituts für Intelligente Analyse- und Informationssysteme unter Förderung des Beauftragten der Bundesregierung für Kultur und Medien, 2006[2]
- Bestandsaufnahme und Evaluation von Angeboten im Elternbildungsbereich im Auftrag des Bundesministeriums für Familie, Senioren, Frauen und Jugend, 2006[3]
- Bestandsaufnahme in der Bildungs-, Berufs- und Beschäftigungsberatung und Entwicklung grundlegender Qualitätsstandards im Auftrag des Bundesministeriums für Bildung und Forschung, 2007[4]

Nach technischen Vorgaben:
- Im Vermessungswesen wird als Bestandsaufnahme die gesamte, in einem Zug durchgeführte Vermessung eines Bauprojektes – beispielsweise als Planungsgrundlage oder nach dessen Fertigstellung – bezeichnet. Meist wird ein Bestandsplan im Maßstab 1:500 oder 1:1000 hergestellt, wobei Detailpläne auch in 1:200 oder 250 üblich sind. Die Vermessung umfasst neben den Gebäuden meist auch wichtige Leitungen für Energieversorgung, Kanäle, Masten und so weiter und das umliegende Gelände und wird bei Bedarf an das staatliche Koordinatensystem angeschlossen.
- Auch die katastrale Einmessung von Gebäuden dokumentiert einen Bestand. Dagegen werden bei anderen Katastervermessungen Grundstücksgrenzen gebildet oder neu angemarkt und damit der Bestand verändert.
- Der Terminus Bestandsaufnahme wird vereinzelt auch für topografische Aufnahmen (Detailvermessungen des Geländes) verwendet. Hierbei werden auch künstliche Objekte (Verkehrswege, Bauwerke und so weiter) in die Pläne aufgenommen, die Maßstäbe sind meist kleiner als vorher angegeben (ca. 1:1000).